# Harold Meachum
Harold "Harry" Meachum é um personagem fictício que aparece nas revistas em quadrinhos americanas publicadas pela Marvel Comics. Criado por Roy Thomas e Gil Kane, sua primeira aparição foi em Marvel Premiere #15 (Maio de 1974). O personagem é retratado como um sinistro empresário, principalmente um inimigo do Punho de Ferro. Em suas aparições originais nos quadrinhos, ele é retratado como o pai de Joy Meachum e o irmão de Ward Meachum.
Na série de televisão Punho de Ferro situada no Universo Cinematográfico Marvel, Harold é o pai de Joy e Ward e é interpretado por David Wenham.

## Biografia ficcional do personagem
Harold Meachum foi o parceiro de negócios de Wendell Rand, pai de Danny (que mais tarde se tornaria o Punho de Ferro). Ao viajar com seu parceiro de negócios e sua família para descobrir o que seria uma grande descoberta nos negócios, eles encontraram K'un-L'un, uma dimensão que se cruza com Terra. Depois de ter facilitado a morte de Wendell o derrubando de um penhasco, Meachum proclamou seu amor pela esposa de Wendell, Heather Rand. Indignada, Heather e seu filho Danny correram de Meachum. No entanto, ela logo foi devorada por lobos enquanto ela tentou proteger Danny, que sobreviveu. Harold começou a caminhar de volta à civilização e se perdeu no Himalaias.
Depois de quase ser congelado até a morte, ele foi salvo por uma mulher e alguns xerpas, Harold teve que ter suas pernas amputadas porque tinham sido muito danificadas. Ao ser informado sobre o que aconteceu com suas pernas, Harold teve que permanecer na cabana até que um carro pode ser dado para levá-lo para o aeroporto. Durante este tempo, Harold ouviu um monge falando sobre K'un-L'un e sobre um menino que foi resgastado por seus habitantes após seus pais terem acabado mortos. Sabendo que o menino é Danny, Harold sabia que sua formação seria excelente e que ele viria para se vingar dele quando o portal para K'un-L'un abrir nos próximos 10 anos.
Paranóico, Harold passou os próximos dez anos instalando armadilhas mortais e contratando assassinos para deter Danny Rand. Ele também contratou  Ferro Triplo para ser seu principal assassino que o manteve em uma câmara que ele só vai sair quando Danny Rand for morto. No décimo ano, Harold instalou uma recompensa de US$10.000 para quem trazer o Punho de Ferro para ele vivo ou morto. Quando Punho de Ferro derrotou uma quadrilha de quatro homens que queriam aproveitar a recompensa oferecida por Harold Meachum, ele também derrotou Scythe que se rendeu e deu a localização de Harold Meachum. Punho de Ferro fez o seu caminho para a Meachum Industries, onde ele lutou seu caminho passando por cada armadilha mortal e teve uma luta com Ferro Triplo. Quando Punho de Ferro confrontou Harold Meachum ao derrotar Ferro Triplo, ele teve pena do estado atual de Meachum e poupou sua vida. No entanto, um ninja trabalhando para o Mestre Khan acabou assassinando Meachum de qualquer maneira depois de jogar uma shuriken na arma que Meachum iria usar em Punho de Ferro. Sua filha Joy Meachum assumiu que Punho de Ferro o havia matado e começou a planejar sua vingança contra Punho de Ferro.

## Em outras mídias

David Wenham como Harold Meachum em Punho de Ferro.

David Wenham interpreta Harold Meachum na série de televisão Punho de Ferro. Esta versão é descrita como um parceiro de negócios dos pais de Danny Rand e enquanto Joy Meachum sendo sua filha está intacto, Ward Meachum é retratado como seu filho em vez de irmão. Harold ajudou os pais de Danny a dirigir a Rand Enterprises, mas é responsável por orquestrar suas mortes. Em 2004, ele morreu de câncer, mas foi revivido pelo Tentáculo para atendê-los enquanto eles impossam da Rand Enterprises. Enquanto aprisionado em uma cobertura secreta apenas acessível para o Tentáculo e Ward Meachum, Harold é servido por seu assistente pessoal Kyle. No episódio "Rolling Thunder Cannon Punch", Madame Gao disciplina Harold por deixar sua cobertura o fazendo ajoelhar no vidro quebrado. Após Danny Rand ser pego fora de seu prédio por Ward, Harold decide reunir-se com Danny como seu convidado. No episódio "Eight Dragon Diagram Palm", Harold diz a Danny sobre seu avivamento e quer que ele não conte nada a Joy sobre isso para que o Tentáculo não a prejudique. Além disso, Harold persuade um Ward relutante para fazer de Danny Rand um acionista da Rand Enterprises. Ao ser recompensado por seus serviços por Madame Gao e pelo Tentáculo, Harold tem permissão para ver Joy de longe. Quando ele percebe que alguém tinha prejudicado Joy, ele pede um outro favor de Madame Gao. Vestido com roupas de ninja, Harold Meachum junta-se ao Tentáculo para enfrentar o ramo da Tríade liderado por Hai-Qing Yang, onde mata o membro da Tríade responsável por prejudicar Joy. No final da temporada, Danny luta com Harold Meachum no telhado da empresa que resultou em ele ficar empalado por um poste e, em seguida, cair do telhado após ser baleado por Ward. Na presença de Jeri Hogarth, Ward e Danny cremam o corpo de Harold para que o Tentáculo não possa trazê-lo de volta à vida.